# Astragalus forrestii
Astragalus forrestii är en ärtväxtart som beskrevs av George Simpson. Astragalus forrestii ingår i släktet vedlar, och familjen ärtväxter. Inga underarter finns listade i Catalogue of Life.